# Nickelage
Ne doit pas être confondu avec Nickélate.
Le nickel a comme particularité d'être relativement inoxydable à l'air et permet de donner une apparence brillante et de qualité. Il s'emploie pour protéger contre la corrosion ou améliorer l'apparence de pièces en fer, en cuivre ou en laiton. Il améliore aussi la résistance à l'usure par frottement des pièces en alliage cuivreux. 
Les pièces devant subir un nickelage doivent nécessairement passer par une phase préliminaire de nettoyage qui se décompose en deux sous-étapes : le dégraissage et le décapage.
Le polissage permet d'obtenir un nickel poli. Cette étape est facultative si le fini visuel du nickelage n'est pas primordial. On peut aussi se passer de cette étape si les pièces ont un aspect de surface très bon (par exemple des pièces de tôlerie en feuillard laminé).
Deux procédés permettent ce traitement : le nickelage électrolytique et le nickelage chimique.